# Wannental (Lindau)
Wannental (mundartlich: im Wannətal draussə, selten: Wannenthal) ist ein Stadtteil der bayerisch-schwäbischen Großen Kreisstadt Lindau (Bodensee).

## Geografie
Wannental grenzt im Osten an den Stadtteil Rickenbach, im Westen an den Stadtteil Oberreutin, im Süden an die Stadtteile Zech und Reutin. 

## Geschichte
Wannental wurde erstmals im Jahr 1356 als Wannental urkundlich erwähnt. Der Ortsname stammt vom mittelhochdeutschen Wort wanne für Wanne ab und bezieht sich wahrscheinlich auf die Geländeform. Wannental wurde am 1. Februar 1922 als Gemeindeteil der Gemeinde Reutin nach Lindau eingemeindet.

## Baudenkmäler
Siehe: Liste der Baudenkmäler in Wannental

## Infrastruktur
Der Stadtteil ist im ÖPNV durch den Stadtbus Lindau erschlossen.